# Čepelovačke livade
Čepelovačke livade este o arie protejată (sit de importanță comunitară — SCI) din Croația întinsă pe o suprafață de 35,87 ha, integral pe uscat.

## Localizare
Centrul sitului Čepelovačke livade este situat la coordonatele 45°58′40″N 17°01′26″E / 45.977833°N 17.023988°E.

## Înființare
Situl Čepelovačke livade a fost declarat sit de importanță comunitară în iulie 2013 pentru a proteja 2 specii de animale.

## Biodiversitate
Situată în ecoregiunea continentală, aria protejată nu include niciun habitat protejat.
La baza desemnării sitului se află mai multe specii protejate de  nevertebrate (2): Euplagia quadripunctaria, fluturele purpuriu (Lycaena dispar).